# Borishanskiïta
La borishanskiïta és un mineral de la classe dels sulfurs, desacreditat des de l'any 2022. Rep el seu nom del geòleg soviètic Serafima Samoilovna Borishanski.

## Característiques
La borishanskiïta era considerada un sulfur de pal·ladi, arsènic i plom, de fórmula química Pd1+x(As,Pb)₂, sent el valor de x entre 0 i 0,2. Com que noves anàlisis de la mostra holotip d'aquest mineral mostren que aquest mineral és idèntic a la polarita, la borishanskiïta resta desacreditada per l'IMA.
Segons la classificació de Nickel-Strunz, la borishanskiïta pertany a «02.AC: Aliatges de metal·loides amb PGE» juntament amb els següents minerals: atheneïta, vincentita, arsenopal·ladinita, mertieita-II, stillwaterita, isomertieita, mertieita-I, miessiita, palarstanur, estibiopaladinita, menshikovita, majakita, paladoarseniat, paladobismutarseniat, paladodymita, rhodarseniat, naldrettita, polkanovita, genkinita, ungavaita, polarita, froodita i iridarsenita.

## Formació i jaciments
Es troba en menes massives i disseminades de sulfurs de Cu-Ni. Sol trobar-se associada a altres espècies com: nickelina, cuproaurur, pentlandita, cubanita, calcopirita, magnetita,
pirrotina, zvyagintsevita o atokita. La seva localitat tipus es troba als dipòsits de Cu-Ni d'Oktyabr'skoe, Norilsk (península de Taimyr, Rússia), on va ser descoberta l'any 1975, sent l'únic indret on s'ha trobat.